# Alfonso Savini
Pour les articles homonymes, voir Savini.
Alfonso Savini, né en 1836 à Bologne et mort en mars 1908 dans la même ville, est un peintre italien, principalement de genre et de fleurs.

## Biographie

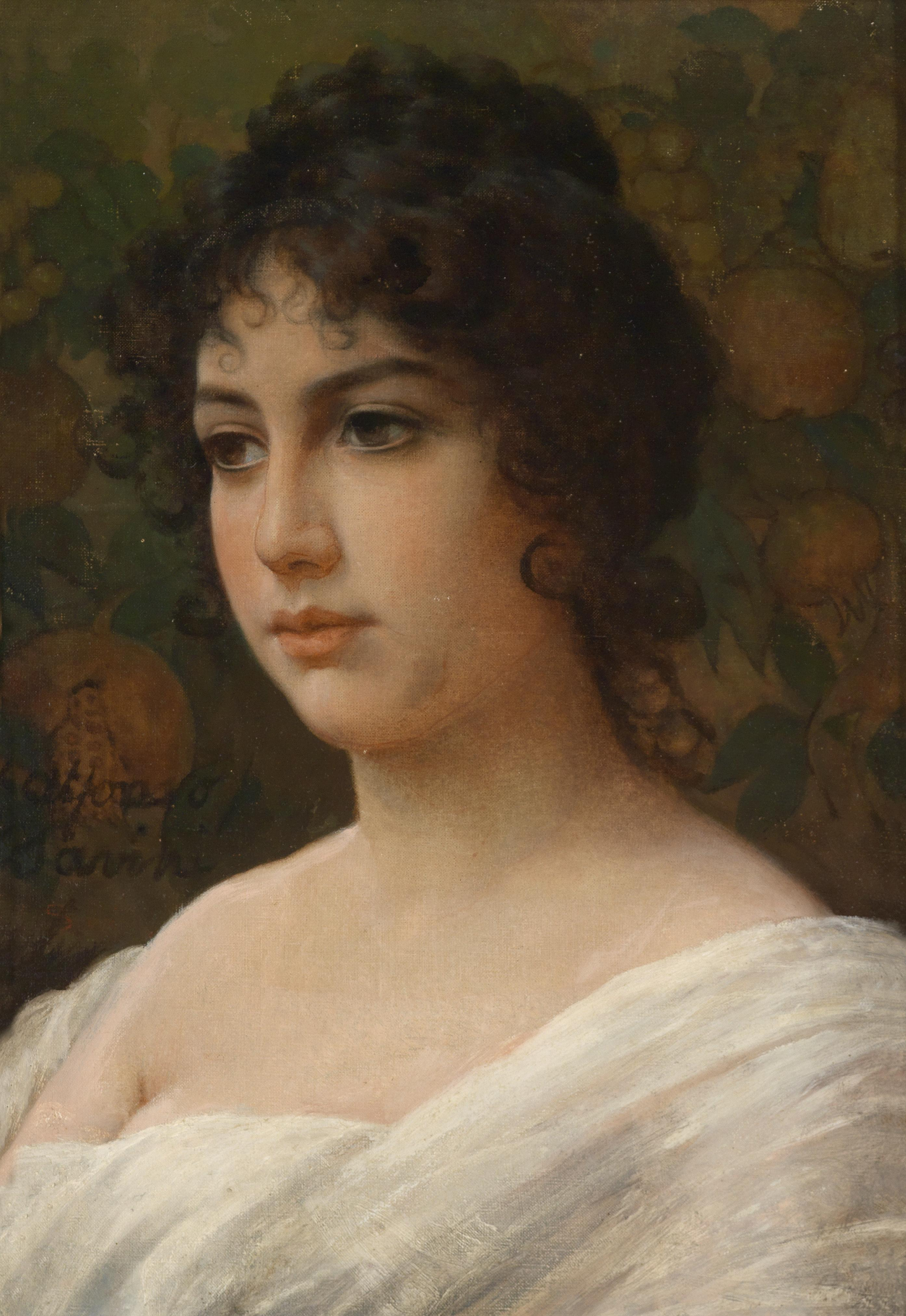
Portrait d'une jeune femme.

Alfonso Savini naît en 1836 à Bologne. Il devient professeur de l'Académie des Beaux-Arts de Bologne. Il est le père d'Alfredo Savini.
En 1884, lors de l'Exposition des Beaux-Arts de Turin, il expose Luna di miele, Devota patrizia, Età dei fiori et Laccio amoroso. En 1884, à Florence, il expose Fleurs de printemps et Fleurs d'automne, Oh come l'amo!... et Ritorna Primavera. Puis, en 1887, à Venise : Aspettando, Suor Maria, Dopo il pranzo et Riflessioni. Enfin, en 1888, à Bologne : Fate la pace and Altro tempi.
Alfonso Savini meurt en mars 1908 dans sa ville natale.